# 森斯韦勒
森斯韦勒是德国莱茵兰-普法尔茨州的一个市镇。总面积8.43平方公里，总人口443人，其中男性228人，女性215人（2011年12月31日），人口密度53人/平方公里。